# Saint-Paul (Corrèze)
Saint-Paul – miejscowość i gmina we Francji, w regionie Nowa Akwitania, w departamencie Corrèze.
Według danych na rok 1990 gminę zamieszkiwało 236 osób, a gęstość zaludnienia wynosiła 17 osób/km² (wśród 747 gmin Limousin Saint-Paul plasuje się na 403. miejscu pod względem liczby ludności, natomiast pod względem powierzchni na miejscu 473.).